# 水野真紀
水野真紀（日语：／ Mizuno Maki，1970年3月28日—）是日本東寶藝能旗下演員。東京都出生，東京大學教育學部附屬中學・高中畢業，東洋英和女學院短期大学畢業，演出相當多土曜推理劇場而知名。
2002於服部營養專科學校畢業取得廚師執照。2004年與自民黨議員後藤田正純結婚生下一子，2009年分居。
2018年4月開始，再度進入大學學習。2021年3月，從聖心女子大學現代教養學部教育學科畢業，並獲得幼稚園一級執照（幼稚園教諭一種免許）。

## 作品

### 廣告
- 松下電工
- 横濱銀行
- 大阪瓦斯
- 大正製藥
- 味的素飲料
- 伊藤食品

### 電影
- 冬物語（1989）
- 殺戮天使（1991）
- 銀河鐵道 宮澤賢治物語（1996）
- 哥吉拉 最後戰役（2004）
- 即使，這份戀情今晚就會從世界上消失（2022）

### 電視
- 土曜、金曜推理劇場約40集以上
- 都會之森
- 凛凛
- 白色巨塔 (2003年电视剧)
- 古畑任三郎
- 大空港
- 金山大爆破
- 1億人大質問
- 水野真紀魔法餐廳
- 隱密秘帖
- 紙之月
- 遺留捜査 第1、5、10 - 11話（2011年4月13日 - 2011年6月22日 ，朝日電視台）- 江藤奈津子  
  - 遺留捜査2 第3、4話（2012年7月10日 - 2012年9月6日）

### 舞台劇
- K/T BOUNDARY
- 王立新喜劇 續
- 月の光

## 外部連結
- 官方網站
- 水野真紀在互联网电影资料库（IMDb）上的資料（英文）